# Šaštín-Stráže
Šaštín-Stráže er en by i det vestlige Slovakiet. Byen ligger i regionen Trnava. Den ligger kun 70 kilometer fra den slovakiske hovedstad Bratislava. Byen har et areal på 41,95 km² og en befolkning på 4.979(2021) indbyggere.

## Eksterne links
- Officiel hjemmeside

- Wikimedia Commons har flere filer relateret til Šaštín-Stráže